# Saint-Michel-et-Chanveaux
Saint-Michel-et-Chanveaux ist eine Ortschaft und eine Commune déléguée in der französischen Gemeinde Ombrée d’Anjou mit 378 Einwohnern (Stand: 1. Januar 2022) im Département Maine-et-Loire in der Region Pays de la Loire. Die Einwohner werden Michelois genannt.
Die Gemeinde Saint-Michel-et-Chanveaux wurde am 15. Dezember 2016 mit neun weiteren Gemeinden, namentlich La Chapelle-Hullin, Chazé-Henry, Combrée, Grugé-l’Hôpital, Noëllet, Pouancé, La Prévière, Le Tremblay und Vergonnes zur neuen Gemeinde Ombrée d’Anjou zusammengeschlossen. Die Gemeinde gehörte zum Arrondissement Segré und zum Kanton Segré.

## Geografie
Saint-Michel-et-Chanveaux liegt etwa 40 Kilometer nordwestlich von Angers. 

## Bevölkerungsentwicklung
| Jahr                       | 1962 | 1968 | 1975 | 1982 | 1990 | 1999 | 2006 | 2013 |
| Einwohner                  | 595  | 559  | 496  | 424  | 421  | 364  | 341  | 409  |
| Quellen: Cassini und INSEE |      |      |      |      |      |      |      |      |

## Sehenswürdigkeiten
- Menhir de Pierre Frite mit über 5 Metern Höhe
- Kirche Saint-Michel aus dem 12. Jahrhundert
- Ruinen der Burg von Saint-Michel

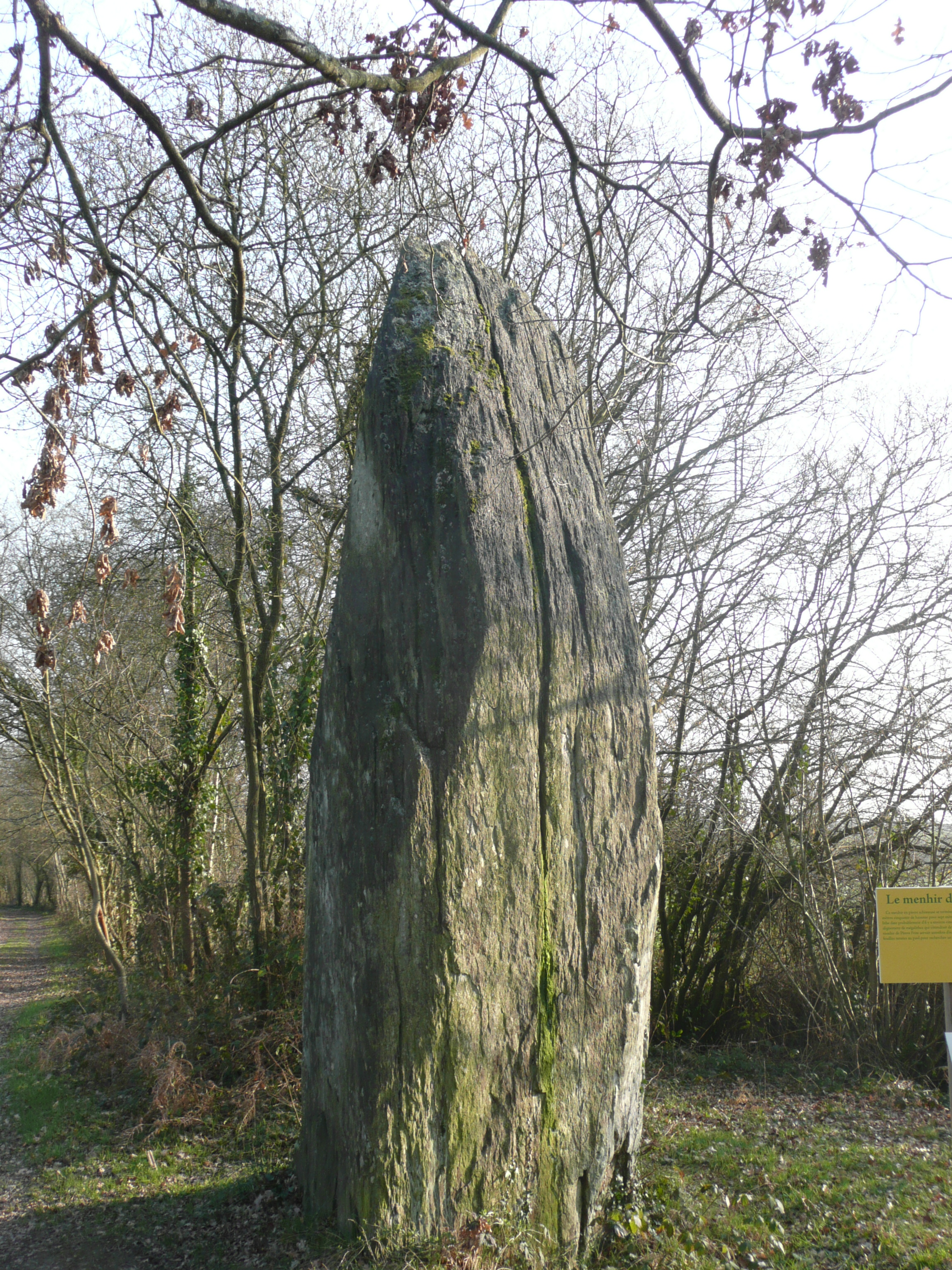
Menhir Pierre Frite
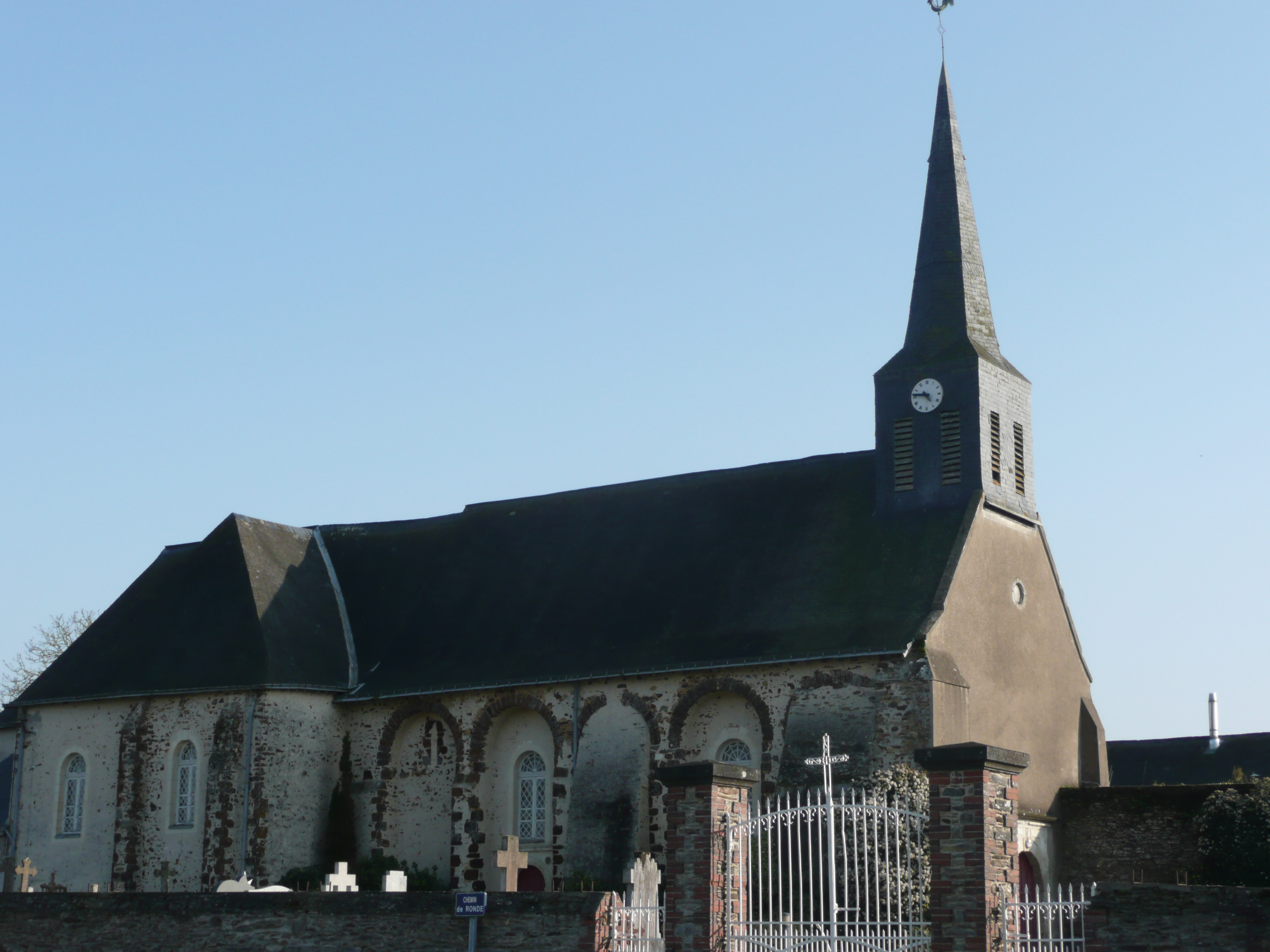
Kirche Saint-Michel
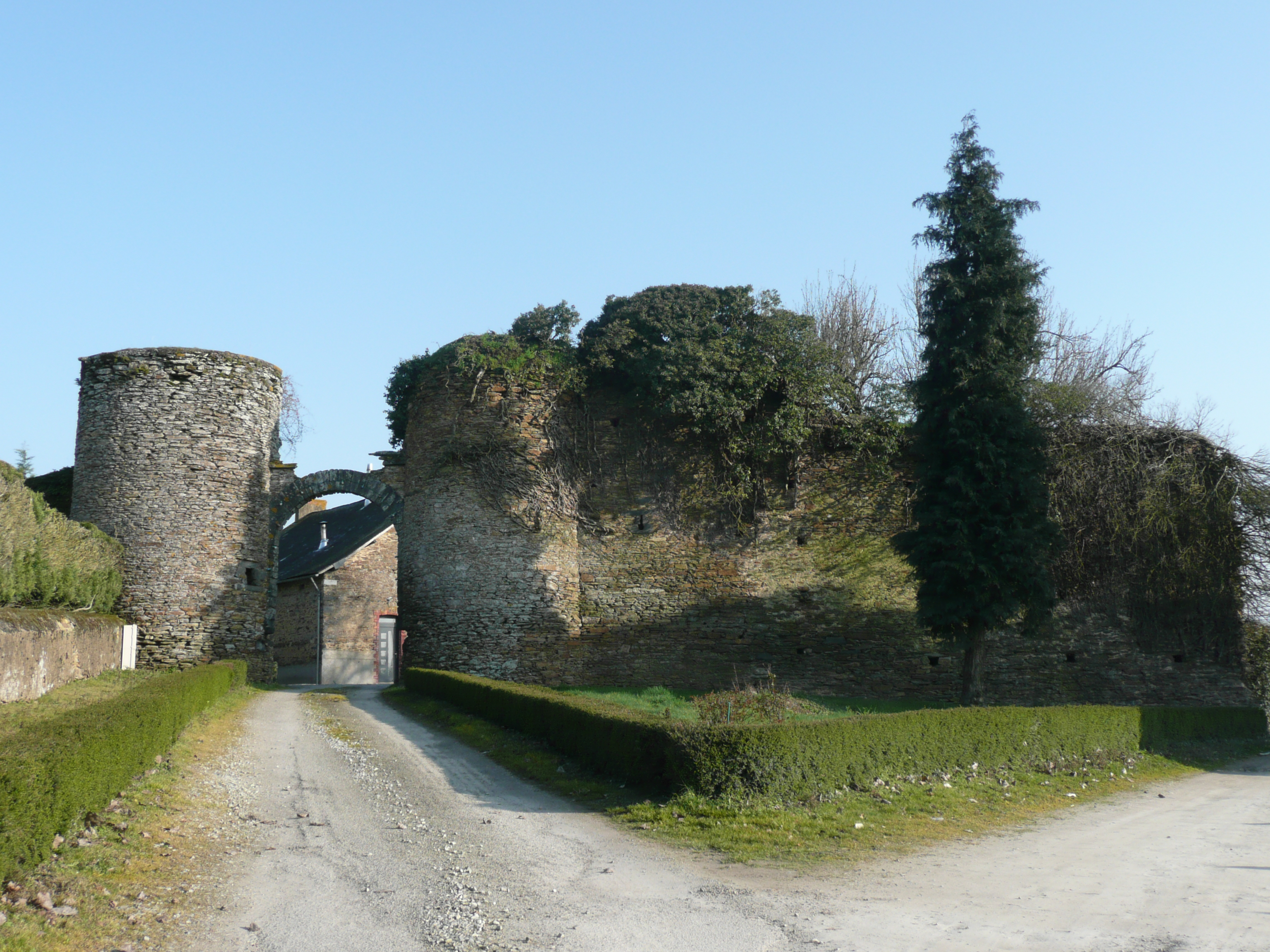
Burgruine von Saint-Michel